# Seriphidomyia mushketovi
Seriphidomyia mushketovi är en tvåvingeart som beskrevs av Fedotova 2001. Seriphidomyia mushketovi ingår i släktet Seriphidomyia och familjen gallmyggor.
Artens utbredningsområde är Kazakstan. Inga underarter finns listade i Catalogue of Life.